# Žabljane
Žabljane (izvirno srbsko Жабљане) je naselje v Srbiji, ki upravno spada pod Mesto Leskovac; slednja pa je del Jablaniškega upravnega okraja.

## Demografija
V naselju, katerega izvirno (srbsko-cirilično) ime je Жабљане, živi 572 polnoletnih prebivalcev, pri čemer je njihova povprečna starost 40,3 let (37,7 pri moških in 43,1 pri ženskah). Naselje ima 190 gospodinjstev, pri čemer je povprečno število članov na gospodinjstvo 3,81.
To naselje je, glede na rezultate popisa iz leta 2002, večinoma srbsko.
|  |

| Demografija | Demografija     | Demografija     |
| Leto        | Št. prebivalcev | Št. prebivalcev |
| ----------- | --------------- | --------------- |
|             |                 |                 |
|             |                 |                 |
|             |                 |                 |
|             |                 |                 |
| 1948        | 437             |                 |
| 1953        | 467             |                 |
| 1961        | 575             |                 |
| 1971        | 658             |                 |
| 1981        | 747             |                 |
| 1991        | 769             | 761             |
| 2002        | 733             | 724             |
|             |                 |                 |

| Etnična sestava po popisu iz leta 2002 | Etnična sestava po popisu iz leta 2002 | Etnična sestava po popisu iz leta 2002 | Etnična sestava po popisu iz leta 2002 | Etnična sestava po popisu iz leta 2002 |
| -------------------------------------- | -------------------------------------- | -------------------------------------- | -------------------------------------- | -------------------------------------- |
| Srbi                                   | Srbi                                   |                                        | 719                                    | 99,30%                                 |
| Makedonci                              | Makedonci                              |                                        | 1                                      | 0,13%                                  |
| Albanci                                | Albanci                                |                                        | 1                                      | 0,13%                                  |
| Jugoslovani                            | Jugoslovani                            |                                        | 1                                      | 0,13%                                  |
| Neznano                                | Neznano                                |                                        | 2                                      | 0,27%                                  |